# Charleston (Carolina do Sul)
Charleston é a cidade mais populosa do estado norte-americano da Carolina do Sul, nos condados de Berkeley e Charleston, do qual é sede. Foi fundada em 1670 e incorporada em 1783.
Com mais de 150 mil habitantes, de acordo com o censo nacional de 2020, é a 179ª mais populosa do país.

## Geografia
De acordo com o Departamento do Censo dos Estados Unidos, a cidade tem uma área de 350 km², dos quais 297,2 km² estão cobertos por terra e 52,8 km² (15,1%) por água.

## Demografia
Desde 1900, o crescimento populacional médio, a cada dez anos, é de 9,3%.

### Censo 2020
De acordo com o censo nacional de 2020, a sua população é de 150 227 habitantes e sua densidade populacional é de 505,4 hab/km². Seu crescimento populacional na última década foi de 25,1%, bem acima do crescimento estadual de 10,7%. É a cidade mais populosa da Carolina do Sul, ultrapassando a capital Colúmbia e subindo uma posição em relação ao censo anterior. É a 179ª mais populosa dos Estados Unidos.
Possui 77 479 residências que resulta em uma densidade de 260,7 residências/km² e um aumento de 30,2% em relação ao censo anterior. Deste total, 12,7% das unidades habitacionais estão desocupadas. A média de ocupação é de 2,2 pessoas por residência.
Sua região metropolitana possui 799 636 habitantes.

### Censo 2010
Segundo o censo nacional de 2010, a sua população era de 120 083 habitantes e sua densidade populacional de 343,2 hab/km². Era a segunda cidade mais populosa do estado. A cidade possuía 59 522 residências que resultava em uma densidade de 210,9 residências/km².

## Marcos históricos
O Registro Nacional de Lugares Históricos lista 101 marcos históricos em Charleston, dos quais 33 são Marcos Históricos Nacionais. O primeiro marco foi designado em 15 de outubro de 1966 e o mais recente em 12 de março de 2020. O Monumento Nacional Forte Sumter é um dos marcos da cidade.